# Zbrodnia w Porycku
Zbrodnia w Porycku – zbrodnia dokonana 11 lipca 1943 roku przez oddział UPA i OUN-B na polskiej ludności miasteczka Poryck (obecnie Pawliwka). Największa jej część została zabita podczas mszy w miejscowym kościele pw. św. Trójcy i św. Michała Archanioła w Porycku.

## Przebieg mordu
Napastnicy (m.in. Mykoła Kwitkowśkij-Ohorodniczuk) wdarli się do kościoła, obrzucili zgromadzonych granatami i ostrzelali ich z broni ręcznej i maszynowej. Po zakończeniu mordu w kościele kilku sprawców splądrowało zakrystię, rabując kielichy i monstrancje. Towarzyszyło temu wypicie wina mszalnego i opowiadanie wrażeń z masakry. Następnie upowcy wnieśli do kościoła pocisk artyleryjski i zdetonowali. Wybuch zniszczył wnętrze kościoła z lat 1774–1795. Po dobiciu rannych kościół został obłożony słomą i podpalony. Nie spłonął doszczętnie tylko dzięki opadom deszczu, które wkrótce nastąpiły. W kościele zginęło około 100 Polaków, w tym ksiądz Bolesław Szawłowski i trzech ministrantów. Łącznie w Porycku z rąk UPA zginęło co najmniej 222 Polaków.
Zdaniem Grzegorza Motyki zbrodni w Porycku dokonała prawdopodobnie sotnia „Dowbusza”.
O zbrodniach popełnionych w dniu święta Piotra i Pawła opowiedział po wojnie w sądzie obwiniony Ohorodniczuk vel Mykoła Kwitkowśkyj:

11 lipca 1943 r. rano razem z grupą UPA liczącą około 20 ludzi wszedłem w czasie mszy św. do kościoła w m. Pawłowka (Poryck) iwanickiego rejonu, gdzie w ciągu trzydziestu minut, wraz z innymi, zabiliśmy obywateli narodowości polskiej. W czasie tej akcji zabito 300 ludzi, wśród których były dzieci, kobiety i starcy. Po zabiciu ludzi w kościele w Pawłowce, udałem się z grupą do położonej w pobliżu wsi Radowicze oraz polskich kolonii Sadowa i Jeżyn, gdzie wziąłem udział w masowej likwidacji ludności polskiej. W wymienionych koloniach zabito 180 kobiet, dzieci i starców. Wszystkie domy spalono, a mienie i bydło rozgrabiono (...).

## Upamiętnienie
W 1981 roku w związku z toczącym się procesem karnym sprawców władze sowieckie dokonały ekshumacji jednej z mogił Polaków zamordowanych w kościele. Wydobyte szczątki pochowano na cmentarzu prawosławnym w Pawliwce, wznosząc przy tym obelisk z napisem w języku ukraińskim: Radzieckim obywatelom narodowości polskiej, którzy zginęli z rąk ukraińskich burżuazyjnych nacjonalistów 12 lipca 1943r. Po 1991 roku część inskrypcji wskazująca sprawców mordu została zatarta. W latach 2001–2002 mogiła została reekshumowana przez specjalistów Rady Ochrony Pamięci Walk i Męczeństwa. Stwierdzono przy tym niekompletność szczątków, co było dowodem na pobieżność ekshumacji przeprowadzonej przez Sowietów. Szczątki 52 osób przeniesiono na dawny cmentarz katolicki w Pawliwce.

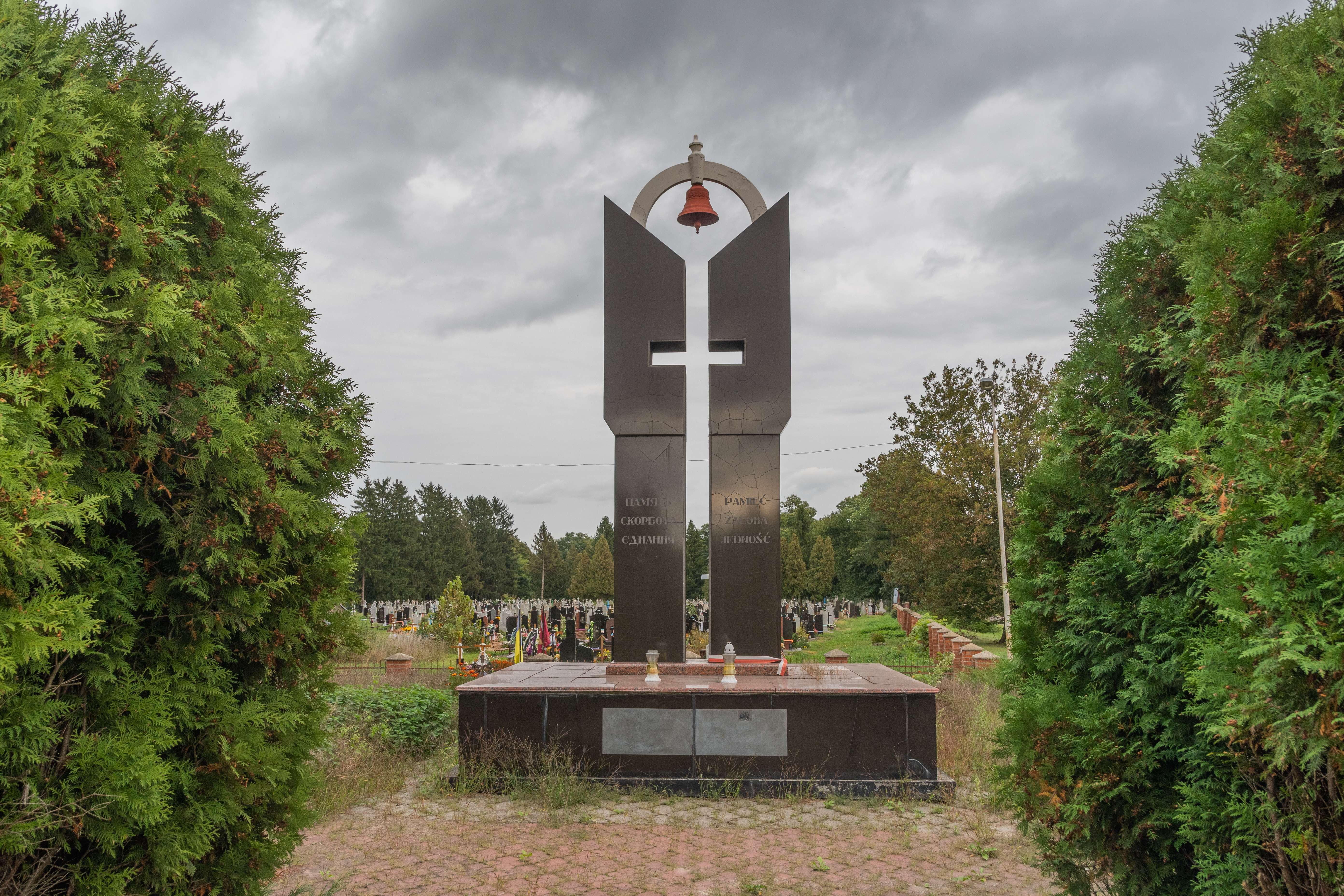
Pomnik «Pamięć Żałoba
Jedność»

W 1995 roku Stowarzyszenie Upamiętniania Polaków Pomordowanych na Wołyniu postawiło w Porycku 3 metalowe krzyże o wysokości 5-10 metrów.
W 2003 roku, w 60. rocznicę mordu, prezydenci Polski i Ukrainy: Aleksander Kwaśniewski oraz Łeonid Kuczma, odsłonili w Pawliwce nowy pomnik pomordowanych, jeden z nielicznych pomników polskich ofiar rzezi wołyńskiej na terenie Ukrainy i pierwszy, na który zgodziły się ukraińskie władze.